# Памятных, Евгений Алексеевич
Евгений Алексеевич Памятных (5 ноября 1946 - 29 ноября 2023) — советский и российский физик-теоретик, учёный и педагог, специалист в области  теории металлов и квантовых жидкостей, доктор физико-математических наук (1992), профессор (1992), почётный профессор ИФМ УрО РАН. Заслуженный работник высшей школы Российской Федерации (2007).

## Биография
Родился 5 ноября 1946 года в городе Свердловске.
С 1965 по 1970 годы проходил обучение на физическом факультете Уральского государственного университета. С 1970 по 1973 годы обучался в аспирантуре по кафедре теоретической физики.
С 1973 года начал педагогическую деятельность на физическом факультете Уральского государственного университета: с 1973 по 1976 годы работал в должностях — ассистента кафедры теории функций и математического анализа и старшего преподавателя кафедры теоретической физики, с 1976 года — доцент кафедры теоретической физики, с
1976 по 1993 годы, в течение семнадцати лет, Е. А. Памятных был — заместителем декана по вечернему отделению физического факультета Уральского государственного университета и одновременно с 1992 по 1993 и с 2007 года — профессор кафедры теоретической физики. С 1993 по 2007 годы, в течение четырнадцати лет,  Е. А. Памятных был — проректором по научной работе Уральского государственного университета, преподаёт курс лекций по теме Общей теории относительности, теории квантовых жидкостей и общий курс электродинамики. 
Одновременно с преподавательской занимался научно-исследовательской деятельностью, является ведущим научным сотрудником Института электрофизики УрО РАН, являлся руководителем работ в проектах связанных с научно-исследовательскими институтами и предприятиями радиопромышленности и ракетно-космического комплекса. Основные теоретические научные исследования были связаны в области  термодинамики электронной жидкости в ферромагнитных и нормальных металлах в квантующем магнитном поле и в области теории нелинейных возбуждений в полупроводниках и металлах. 
В 1974 году Е. А. Памятных защитил диссертацию на соискание учёной степени — кандидата физико-математических наук по теме: «Колебания электронной жидкости металла в квантующем магнитном поле», в 1992 году — доктора физико-математических наук по теме: «Ферми-жидкостные эффекты в низкотемпературной термодинамике металлов». В 1992 году Е. А. Памятных было присвоено учёное звание профессора и почётное звание — почётный профессор ИФМ УрО РАН. 
Е. А. Памятных является автором более ста научных трудов, был председателем и членом диссертационных советов по физике при УрГУ и ИФМ УрО РАН.
16 апреля 2007 года Указом Президента Российской Федерации «За заслуги  в  научно-педагогической  деятельности  и  большой вклад  в  подготовку   квалифицированных   специалистов» Е. А. Памятных был удостоен почётного звания — Заслуженный работник высшей школы Российской Федерации.

## Основные труды
Основной источник:
- Колебания электронной жидкости металла в квантующем магнитном поле /Свердловск, 1974 г. — 157 с.
- Рассеяние нейтронов на квантовых магнитных возбуждениях в нормальных и ферромагнитных металлах / Е. А. Памятных, В. П. Силин, А. З. Солонцов. - Москва : 1975 г. — 24 с.
- Ферми-жидкостные эффекты в низкотемпературной термодинамике металлов / Ин-т физики металлов. - Екатеринбург, 1992 г. — 271 с.
- Основы электродинамики материальных сред в переменных и неоднородных полях / Е. А. Памятных, Е. А. Туров - Москва : Наука. Физматлит, 2000 г. — 235 с.
- Низкотемпературные магнитные квантовые осцилляции в металлах / В. И. Окулов, Е. А. Памятных; Федер. агентство по образованию, Ур. гос. ун-т им. А.М. Горького. - Екатеринбург : Изд-во Уральского университета, 2004 г. — 141 с. — ISBN 5-7996-0301-X
- Электродинамика. Специальная теория относительности. Теория электромагнитного поля / Минобрнауки РФ, Уральский фед. ун-т им. Первого Президента России Б. Н. Ельцина ; сост. Е. А. Памятных. - Екатеринбург : Изд -во Уральского ун-та, 2014 г. — 68 с. — ISBN 978-5-7996-1105-7
- Основы специальной теории относительности и классической теории электромагнитного поля / Москва: 2019 г. — 295 с. — ISBN 978-5-9710-5334-7
- Электронные квантовые волны в магнитном поле / В. И. Окулов, Е. А. Памятных, В. П. Силин. - Москва: 2019 г. — 223 с. — ISBN 978-5-9710-6978-2
- Общая теория относительности / С. О. Алексеев, Е. А. Памятных, А. В. Урсулов [и др.]. - Изд. 2-е, испр. и доп. - Москва:  ЛЕНАНД, 2019 г. — 397 с. — ISBN 978-5-9710-6339-1
- Введение в общую теорию относительности, ее современное развитие и приложения  / С. О. Алексеев, Е. А. Памятных, А. В. Урсулов и др. ; науч. ред.: д.ф.-м.н. С. О. Алексеев] ; Минобрнауки РФ, Уральский фед. ун-т им. Первого Президента России Б. Н. Ельцина. - 3-е изд., стер. - Москва : ФЛИНТА ; Екатеринбург : Изд-во Уральского ун-та, 2019 г. — 378 с. — ISBN 978-5-9765-2612-9

### Под его редакцией
- Научный поиск: новые имена : Сб. лучших студен. работ / М-во образования Рос. Федерации. Урал. гос. ун-т им. А.М. Горького; Редкол.: Е.А. Памятных (гл. ред.) и др. - Екатеринбург : Изд-во Урал. ун-та, 2002 г. — ISBN 5-7996-0149-1

## Награды

### Звания
- Заслуженный работник высшей школы Российской Федерации (2007[4])

### Премии
- Премия  УрГУ (2001 — за сборник для высших учебных заведений «Основы электродинамики материальных сред в переменных и неоднородных полях»[1])